# James H. Wilkinson
Pour les articles homonymes, voir Wilkinson et James Wilkinson (homonymie).
James Hardy Wilkinson (né à Strood en Angleterre le 27 septembre 1919 – mort à Teddington le 5 octobre 1986), mathématicien britannique spécialiste de l'analyse numérique matricielle.
Il travaille avec Alan Turing sur le prototype ACE, le premier calculateur digital électrique du Royaume-Uni. En 1970, il reçoit le prix Turing.

## Carrière
Il fréquente l'école préparatoire Joseph Williamson de Rochester et peut s'inscrire à Trinity College (Cambridge). Il est reçu premier Wrangler au Tripos de mathématiques.
Il prend ses fonctions en 1940, d'abord comme chercheur en balistique, mais obtient son affectation au National Physical Laboratory en 1946, où il travaille aux côtés d'Alan Turing sur l'ordinateur prototype ACE. Cette collaboration joue un rôle décisif dans les travaux ultérieurs de Wilkinson, tournés vers l’analyse numérique des problèmes de valeurs propres et les algorithmes d’algèbre linéaire.
Wilkinson est lauréat du Prix Turing (1970) « pour ses recherches d'analyse numérique visant à faciliter l’emploi des ordinateurs à haut débit, avec une mention spéciale pour ses travaux sur les calculs d’algèbre linéaire et le calcul d'erreur à rebours. »  La même année, il a été conférencier invité de la John von Neumann Lecture organisée par la Society for Industrial and Applied Mathematics (SIAM).

## Principaux écrits
- Rounding errors in algebraic processes, 1963
- The Algebraic Eigenvalue Problem, 1965, Oxford University Press
- (en coll. avec Christian Reinsch) Handbook for Computation, Volume II, Linear Algebra, Springer-Verlag, 1971
- The Perfidious Polynomial. In: Studies in Numerical Analysis, p. 1–28, MAA Stud. Math., 24, Math. Assoc. America, Washington, DC, 1984. Pour cet article, Wilkinson fut récompensé du Prix Chauvenet.
- James H. Wilkinson, N. Metropolis (dir.), Howlett (dir.) et Rota (dir.), Turing's Work at the National Physical Laboratory and the Construction of Pilot ACE, DEUCE and ACE, A History of Computing in the Twentieth Century, New York, Academic Press, 1980